# Universität Ferrara

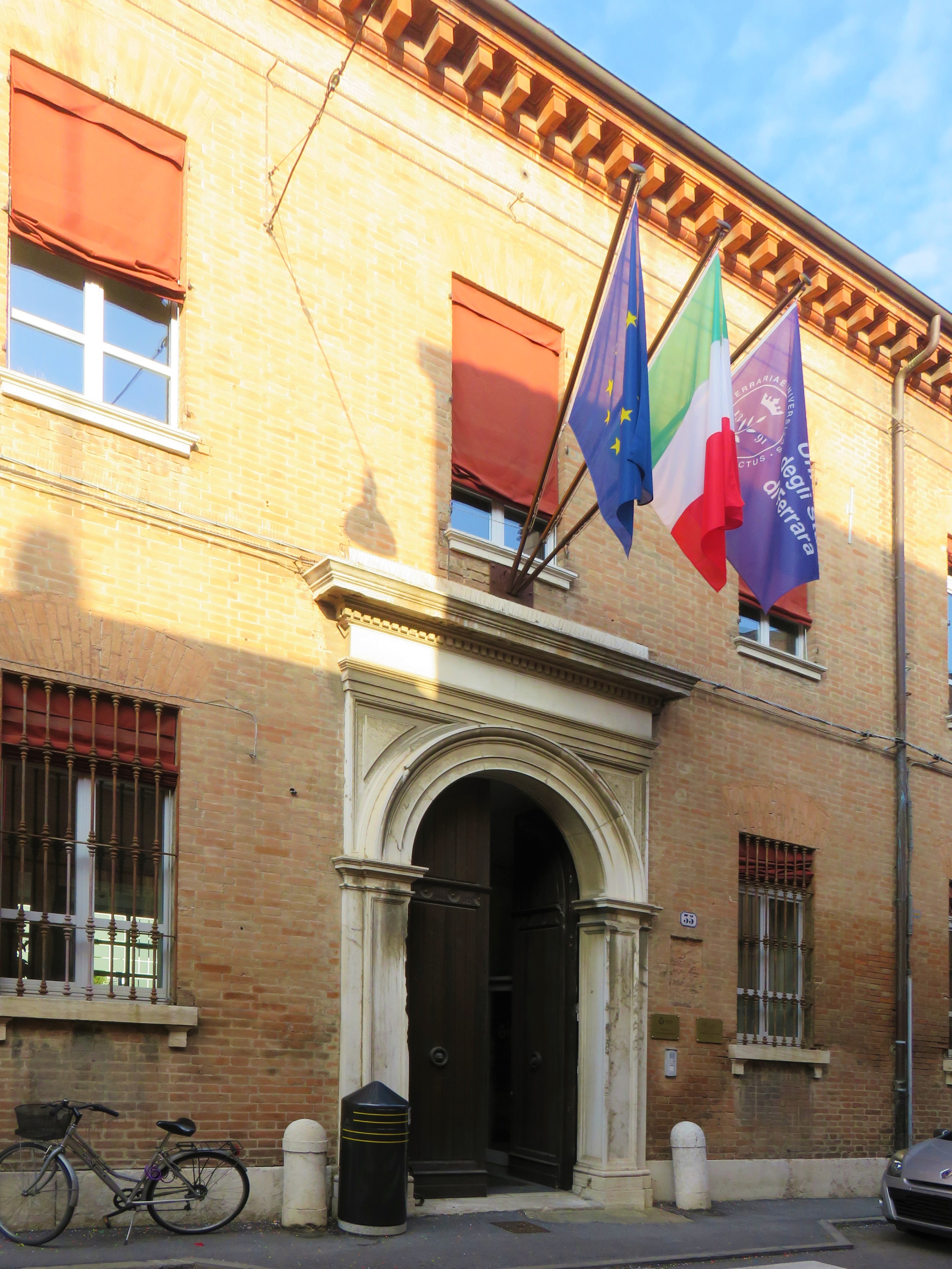
Universität Ferrara

Die Universität von Ferrara (Università degli Studi di Ferrara) ist eine staatliche Volluniversität im norditalienischen Ferrara in der Region Emilia-Romagna. Sie wurde 1391 vom damaligen Herrscher der Stadt, dem Herzog Alberto aus dem Hause Este gegründet und gehört somit zu den ältesten Universitäten Italiens. Es bestehen Fakultäten für Architektur, Wirtschaftswissenschaften, Pharmazie, Ingenieurwissenschaften, Geisteswissenschaften, Rechtswissenschaften, Medizin, Naturwissenschaften und Mathematik. Derzeit sind ca. 25.000 Studierende eingeschrieben.

## Geschichte
Nach Niccolò II. d’Este war sein Bruder Marquis Alberto I. d’Este für wenige Jahre an der Macht. Er förderte Kunst und Wissenschaft und erhielt von Papst Bonifatius IX. das Privileg der Eröffnung einer Universität. Die Gründung am 4. März 1391 war das erste kulturelle Ereignis in Ferrara.
Albertos Enkel, Leonello d’Este (1407–1450) war Kunstliebhaber und initiierte einen humanistischen Zirkel, u. a. mit Guarino da Verona, Angelo Decembrio und Leon Battista Alberti.
Der später in Augsburg und Innsbruck ansässige fürstliche Leibarzt Adolph Occo (1447–1503) promovierte 1474 an der Universität Ferrara zum Doktor der Medizin und lehrte hier von 1476 bis 1478.
Anfang des 16. Jahrhunderts kamen viele Studenten von anderen Universitäten zur kleineren und billigeren Universität von Ferrara, um dort günstiger einen Abschluss zu erwerben, so etwa Paracelsus und Nicolaus Copernicus. Der ermländische Kanoniker, der als Astronom berühmt wurde, erwarb am 31. Mai 1503 im bischöflichen Palast den Doktorgrad des kanonischen Rechts, nachdem er in Bologna und Padua studiert hatte, wie seine Urkunde besagt. Ähnlich auch Michael Beuther v. Carlstadt, Humanist, Universitätslehrer und polit. Berater der Würzburger Fürstbischöfe u. a. beim Augsburger Reichs- und Religionsfrieden, der nach Studien in Marburg, Wittenberg, Padua, Bologna und Rom in Ferrara bei Renatus Catus zum Dr. iur. utr. promovierte.
Autor Johann Gottfried Seume besuchte Anfang Februar 1802 Ferrara und zeigte sich beeindruckt von der Bibliothek der Universität, beschrieb sie als „ziemlich ansehnlich“ und fand dort auch das Grab und Originalhandschriften von Ariost.